# Halli Galli
Halli Galli ist ein Mengenwahrnehmungsspiel für zwei bis acht Spieler. Es erschien 1991 beim Spieleverlag Amigo in Anlehnung an die abgebildeten Früchte unter dem Titel Tutti Frutti und wurde im Jahr darauf umbenannt. Bis Februar 2006 wurden zwei Millionen Spiele verkauft.

## Spielaufbau
In der Mitte steht eine Glocke, die an die in Hotels übliche Rezeptionsglocke erinnert. Jeder Spieler hat vor sich einen anfangs gleich großen Talon, dessen Karten verdeckt sind. Auf den Karten sind in jeweils unterschiedlicher Anzahl (1–5) vier verschiedene Fruchtarten abgebildet: gelbe Bananen, rote Erdbeeren, grüne Limetten und lila Pflaumen. Die Spieler decken nacheinander im Uhrzeigersinn jeweils eine Karte mit dem Daumen nach innen auf den eigenen Ablagestapel auf. Dies wird so lange gemacht, bis genau fünf gleiche Früchte einer Sorte offen auf den Ablagestapeln liegen. Dabei ist es egal, ob die Früchte auf einer einzigen Karte zu sehen sind oder sich die Zahl fünf aus der Summe von Früchten auf verschiedenen Karten zusammensetzt. Mit jedem Spielzug verändert sich die Zahl der offen liegenden Früchte durch Auslegen einer neuen und das Verdecken der bisher oben liegenden Karte auf dem Ablagestapel.
Sind in der Gesamtdraufsicht genau fünf gleiche Früchte einer Sorte zu sehen, versuchen alle Mitspieler die in der Mitte platzierte Glocke zu schlagen. Der Spieler, der zuerst klingelt, darf alle Ablagestapel an sich nehmen. Der Spieler dreht die gewonnenen Karten um und legt sie unter seinen Talon mit den umgedeckten Karten. Klingelt ein Spieler im Spiel mit mehreren Mitspielenden falsch, muss er allen Mitspielern eine seiner Karten vom Talon geben. Spielen nur noch zwei Spieler gegeneinander, gewinnt bei falschem Klingeln der andere Spieler die beiden Kartenstapel mit den aufgedeckten Karten.
Der Spieler, dessen Talon vollständig aufgebraucht ist, scheidet aus. Gewonnen hat derjenige Spieler, der bei Spielende alle Karten seiner Mitspieler einsammeln durfte.

## Geschichte
Halli Galli erschien zunächst 1991 angelehnt an die abgebildeten Früchte unter dem Titel Tutti Frutti. Um jedoch eine Namensverwechslung mit der zuvor begonnenen erotischen Spielshow Tutti Frutti bei RTL auszuschließen, entschloss man sich im darauffolgenden Jahr zur Namensänderung. Inhaltlich sind beide Ausgaben nahezu gleich, lediglich die grünen Trauben wurden durch Limetten ersetzt. Seit 2010 erscheint die Halli-Galli-Reihe (Halli Galli, Halli Galli Extreme und Halli Galli Junior) mit einer überarbeiteten Grafik. Autor des Spiels ist Haim Shafir, der das Spiel für Kinder ab sechs Jahren empfiehlt. Eine Runde dauert etwa fünf bis zehn Minuten.

## Varianten
- Halli Galli Junior[2] für Kinder ab 4 Jahren: Hier muss bei zwei gleichfarbigen Clowns, jedoch nicht bei traurigen Clowns, geklingelt werden.
- Halli Galli Extreme[3]: Das Spielprinzip blieb das Gleiche, jedoch sind neue Tierkarten (Elefant, Affe, Schwein) hinzugekommen. Nun besteht das Ziel nicht mehr darin, bei fünf gleichen Früchten zu klingeln, sondern nach zwei identischen Früchtekarten Ausschau zu halten. Wenn jedoch ein Elefant oder ein Affe aufgedeckt werden, muss ebenfalls die Klingel betätigt werden, allerdings nur dann, wenn das betreffende Tier die Früchte auch essen mag. So mögen beispielsweise Elefanten keine Erdbeeren oder Affen keine Limonen. Beim Schwein als Allesfresser kann dagegen immer geklingelt werden.[4]
- Halli Galli Twist: Hier muss geklingelt werden, wenn fünfmal die gleiche Farbe oder fünfmal das gleiche Symbol ausliegt.
- Halli Galli Party: Hier muss geklingelt werden, sobald zwei Karten die gleichen Eigenschaften haben: Dies können gleiche Farben, gleiche Instrumente oder gleiche Früchte sein.

## Auszeichnungen
- 1991 errang das Spiel unter dem Namen Tutti Frutti den dritten Platz beim À-la-carte-Kartenspielpreis.
- Zudem trägt es die Spiel-gut-Auszeichnung des Arbeitsausschusses Kinderspiel und Spielzeug.
- Da es auf spielerische Weise Fähigkeiten wie Konzentration, Ausdauer und soziale Kompetenz trainiert und wichtige Entwicklungen wie Hand-Augen-Koordination, Reaktionsvermögen sowie den Umgang mit Emotionen und Stress fördert und schult, wurde es in die Liste empfohlener Spiele der Initiative Spielen macht Schule aufgenommen.[5]